# Hooiland

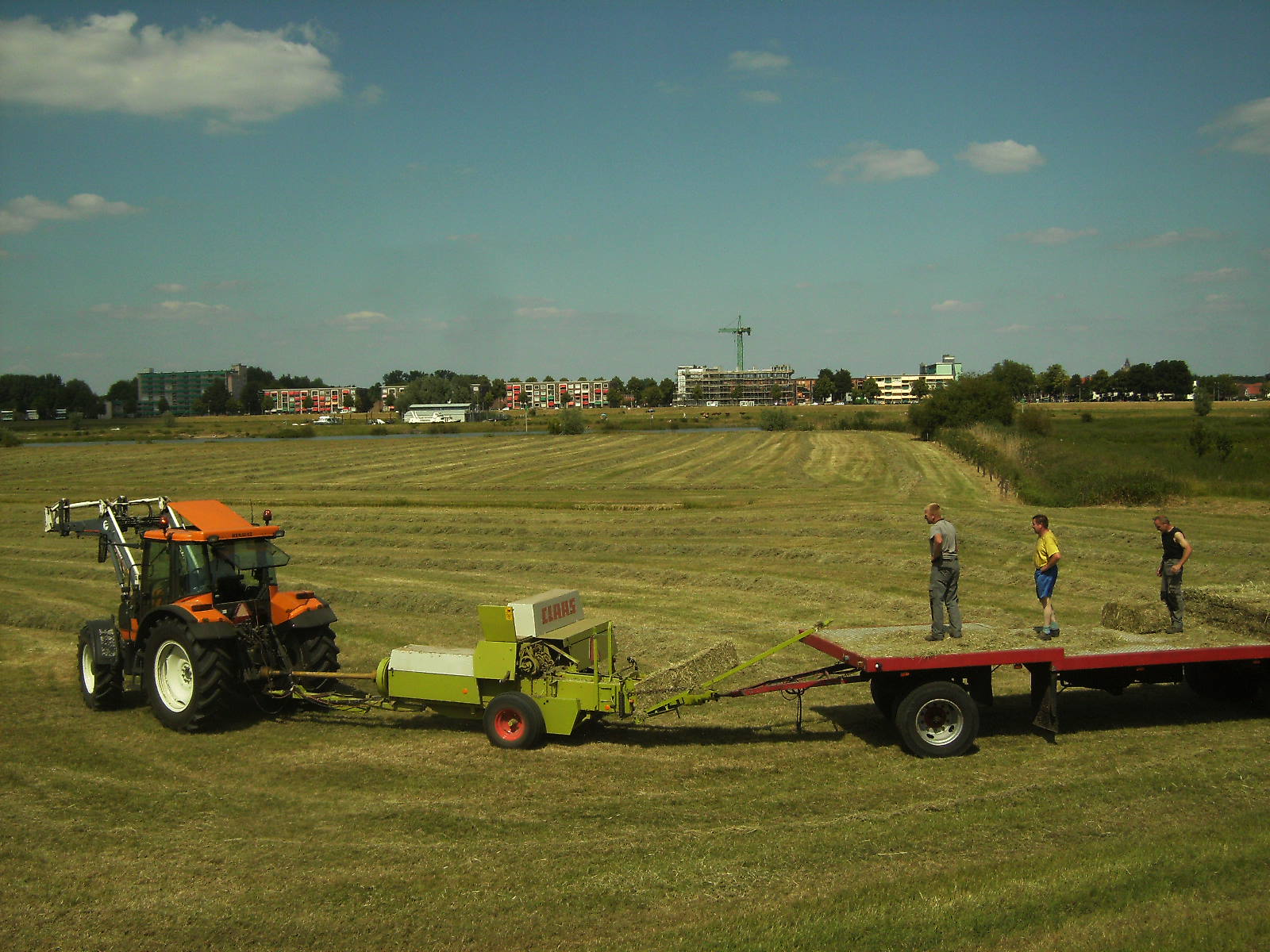
Hooioogst in uiterwaard bij Deventer

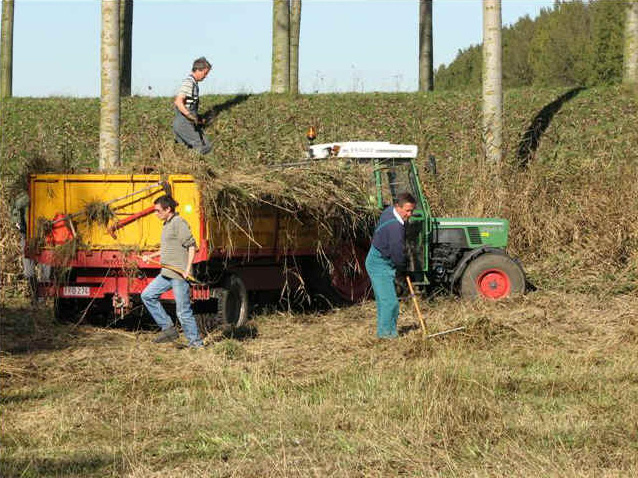
Handmatig hooien

Onder hooiland verstaat men een grasland dat gebruikt wordt om hooi van te oogsten.
Made (of maat, mede, meet, miede)  is een regelmatig voorkomend toponiem voor hooiland.
Het betrof graslanden die te vochtig waren om als weiland te gebruiken. Soms vond echter, later in het jaar, wel nabeweiding met vee plaats.
Hooilanden vond men in de uiterwaarden van de rivieren en andere gebieden die een groot deel van het jaar drassig bleven. Bij geregelde afzetting van slib bij overstroming bleven ze vruchtbaar.
In pleistocene streken lagen de hooilanden in de beekdalen. Deze hooilanden verschraalden doordat ze wel gemaaid werden maar niet bemest. Zo ontstonden schraalgraslanden die zich kenmerkten door een bijzondere, oligotrafente flora.
Hooi was een gewild product, niet alleen voor bijvoedering van rundvee, maar ook voor de grote aantallen paarden die voor het transport over land en trekkracht in landbouw, industrie en krijgsmacht moesten zorgen.
Toen in de 20e eeuw het paard vervangen werd door de tractor en de auto, en kunstmest algemeen werd toegepast, werden de hooilanden geleidelijk aan minder gebruikt of ontwatert. In natuurgebieden worden ze nog wel in stand gehouden. Hooi als bijvoedering van rundvee werd vervangen door kuilgras en later ook snijmais.

## Natuurbeheer

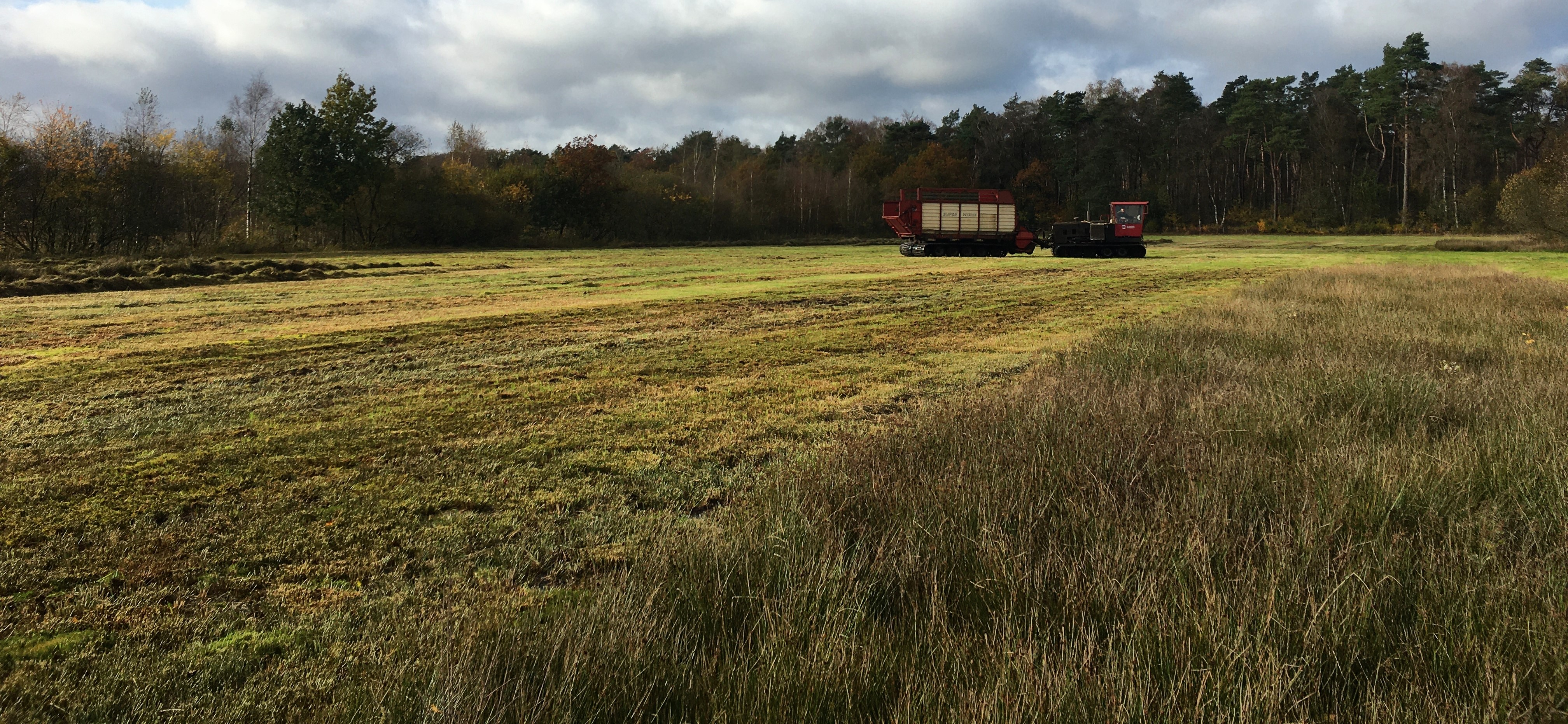
Hooilandbeheer met maaien en afvoeren in een nat hooiland van de associatie van veldrus en gevlekte orchis.

Om de bloemrijke schraalgraslanden en de zeldzame blauwgraslanden te behouden worden hier en daar nog gebiedjes in stand gehouden die met dat doel worden beheerd. Hierbij wordt op gezette tijden gemaaid, waarbij het maaisel wordt afgevoerd. Men zorgt er dan wel voor dat de zeldzame planten in de gelegenheid zijn om zaad te zetten.

## Wetenswaardigheden
- De maand juli staat vanouds bekend als de hooimaand.
- In 2023 kwam de film Hooiland uit, een natuurdocumentaire over nieuwe natuur in het Binnenveld bij Wageningen.[2]